# Dmitri Petrov
Dmitri Petrov (en rus: Дмитрий Юрьевич Петров, Novomoskovsk, 16 de juliol de 1958) és un traductor rus.